# Societat d'Enginyeria de Dones

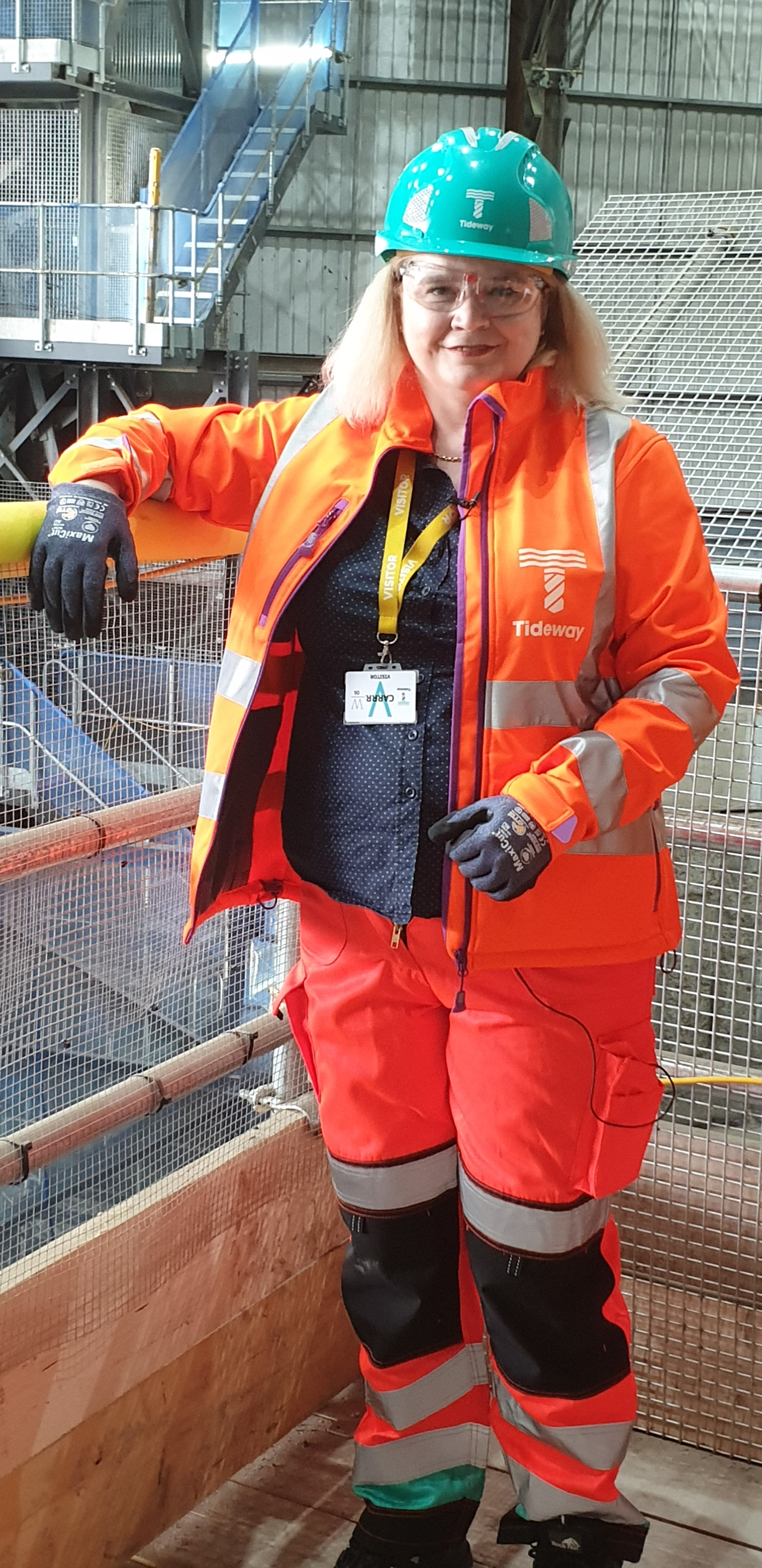
Elizabeth Donnelly, CEO de WES, amb motiu de la presentació d'una màquina perforadora de túnels que porta el nom de la fundadora de WES, Rachel Parsons.

La Societat d'Enginyeria de Dones (Women's Engineering Society) és una societat acadèmica professional del Regne Unit i un organisme de xarxa per a dones enginyeres, científiques i tecnòlogues. Va ser el primer organisme professional creat per a dones que treballaven en tots els àmbits de l'enginyeria, anterior a la Societat de Dones Enginyeres d'uns 30 anys.
La societat es va constituir el 23 de juny de 1919, després de la Primera Guerra Mundial, durant la qual moltes dones havien ocupat funcions d'enginyeria per substituir els homes que participaven en l'esforç militar. Tot i que s'havia vist necessari incorporar dones a l'enginyeria per cobrir el buit deixat pels homes que s'incorporaven a les forces armades, el govern, els empresaris i els sindicats estaven en contra de la continuïtat de l'ocupació de les dones després de la guerra. La Llei de Restauració de Pràctiques Preguerres de 1919 va donar als soldats que tornaven de la Primera Guerra Mundial els seus llocs de treball d'abans de la guerra i va fer que moltes dones ja no poguessin treballar en els rols per als quals estaven emprades durant la guerra.
La Societat va celebrar el seu 95è any el 2014 amb el llançament del Dia Internacional de la Dona en l'Enginyeria (INWED) el 23 de juny de 2014. A dia d'avui, la Societat continua organitzant INWED i fixant el tema anual. La Societat va celebrar el seu centenari el 2019 amb el llançament del WES Centenary Trail, un projecte per destacar les històries històriques de les dones enginyeres.
WES està representat per grups. El treball dels grups se centra en:
- suport als socis i dones enginyeres en general,
- foment de les dones a estudiar enginyeria i a fer carreres d'enginyeria,
- promoció de la diversitat de gènere corporativa,
- parlant com la veu col·lectiva de les dones enginyeres.